# 烏日河 (普里皮亞季河支流)

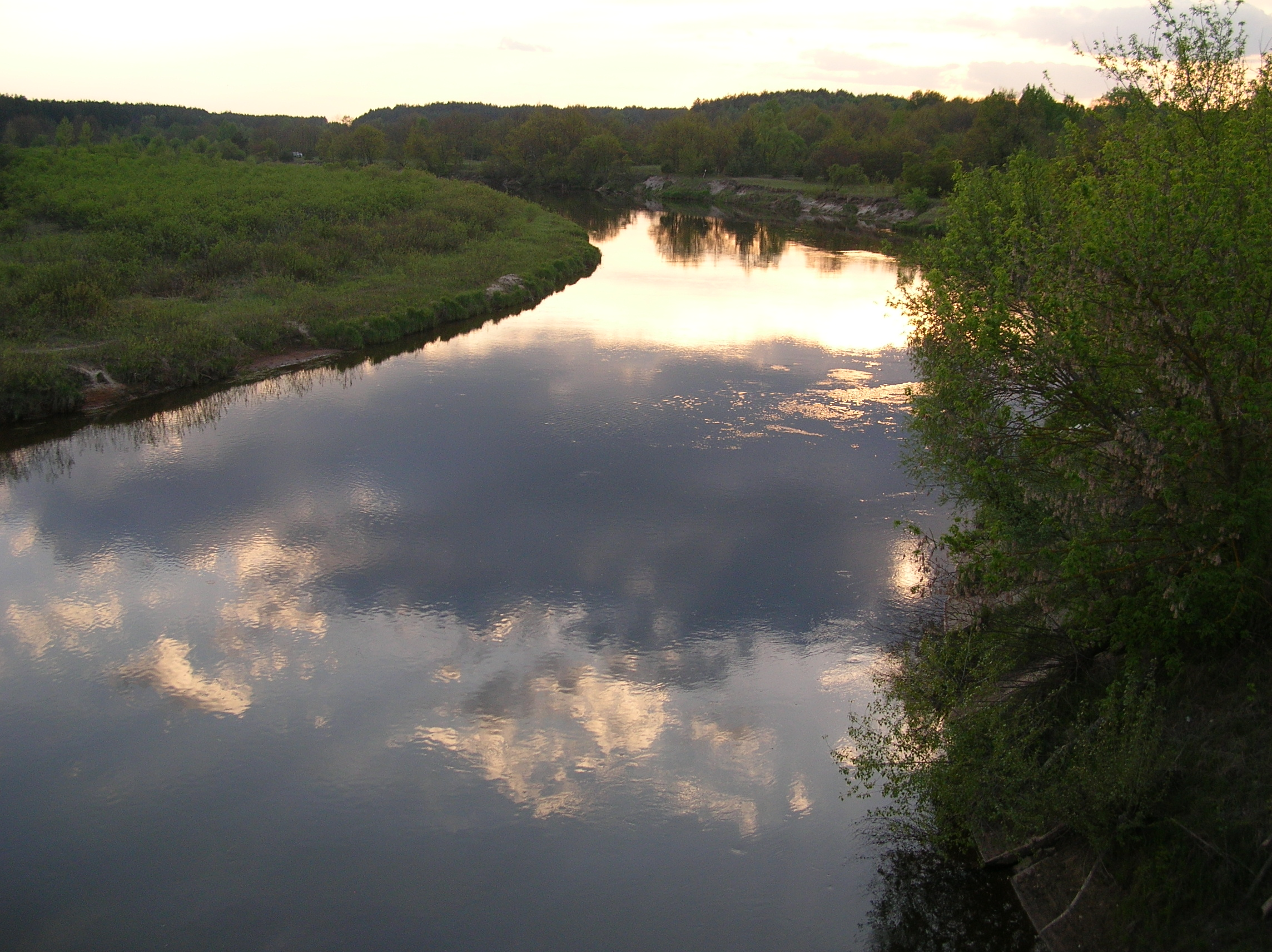

烏日河是烏克蘭的河流，屬於普里皮亞季河的右支流，最終注入基辅水库，河道全長256公里，流域面積8,080平方公里，河水主要來自雨水和地下水，河畔城鎮有科罗斯坚。
51°15′41″N 30°15′52″E / 51.2614°N 30.2644°E
1. 1 2  . 北京: 中国地图出版社. 2023. ISBN 9787520431699.